# Edmond de Pratere
Edmond-Jozef de Pra(e)tere (Kortrijk, 26 mei 1826 - Elsene, 12 september 1888) was een Belgisch decorateur en een romantisch-realistische landschap- en dierenschilder.

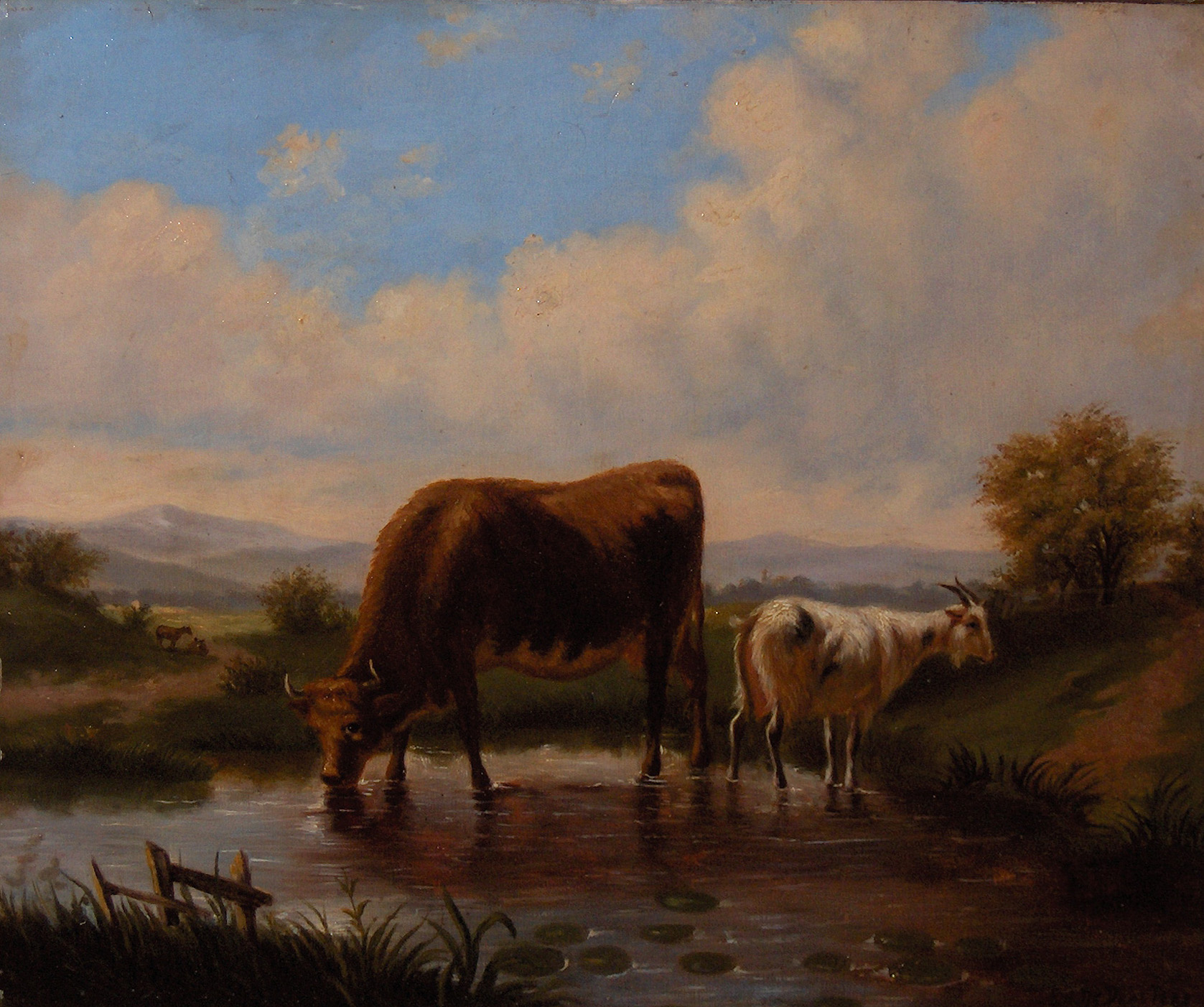
Landschap met koe en geit

## Biografie
Hij genoot zijn opleiding bij zijn broer Hendrik de Pratere (1815-1890)., met wie hij gedurende enkele jaren de monumentale decoratieve kunst beoefende. Hij schreef zich in aan de Academie van Kortrijk (1839-1847), waar hij talrijke prijzen behaalde.
Hij begon als landschapschilder rond 1850. Maar, onder invloed van de dierenschilders Louis Robbe en Edward Woutermaertens (1819-1897), begon hij zich rond 1857 te specialiseren als dierenschilder. Hij werkte in die periode afwisselend in Kortrijk en Brussel, maar hij vestigde zich definitief in Elsene in 1866. Hij werkte ook vaak in Veurne en omgeving. Uit die tijd (rond 1865) zijn ook enkele schilderijen bekend van Oostduinkerkse garnaalvissers te paard
Hij nam tussen 1850 en 1887 deel aan de driejaarlijkse salons van Gent, Antwerpen en Brussel en vanaf 1861 aan de salons in Parijs. Hij ondernam een groot aantal reizen doorheen Europa en bracht van deze reizen veel natuurschetsen mee : Engeland, Oostenrijk, Italië, Frankrijk (Fontainebleau).
Zijn schilderijen, vaak vastgelegd en plein air, geven een romantisch-realistische weergave van dieren in het landschap, koeien, paarden en ezels. Latere werken werken neigen iets meer naar het impressionisme. In het buitenland wordt hij weleens vergeleken met de Franse dierenschilderes Rosa Bonheur (1822-1899)
Na zijn dood op 12 september 1888, werd hij in Kortrijk begraven en de inhoud van zijn atelier overgemaakt aan de stad Kortrijk. Maar door het getreuzel van de lokale overheden werd ten slotte zijn omvangrijke kunstverzameling toevertrouwd aan de gemeente Elsene. Dit vormde de basis voor de permanente collectie van het Museum van Elsene dat opgericht werd in 1892.
Hij was ridder in de Orde van Leopold.

## Musea en openbare verzamelingen
- Koninklijke Verzameling (Brussel)
- Museum van Elsene
- Museum voor Schone Kunsten (Gent)
- Groeningemuseum (Brugge)
- Koninklijke Musea voor Schone Kunsten van België (Brussel) („Vee op Weg naar het Slachthuis" (1880) (verloren of vernietigd in 1940-1945), „Het Span" (1885), „Ezel op den Akker" (1889) en "Studie van ezels" )
- Museum voor Oudheidkunde en Sierkunst en Schone Kunsten (Kortrijk)
- Beaux-Arts Bergen
- Museum M (Leuven)
- Musée des Beaux-Arts et de la Céramique (Verviers)
- Museum voor Schone Kunsten, Rijsel